# نیک فروست
نیک فروست (به انگلیسی: Nic Ffrost) (زادهٔ ۱۴ اوت ۱۹۸۶) شناگر اهل استرالیا است.